# Migliarino
Migliarino là một đô thị ở tỉnh Ferrara, vùng Emilia-Romagna của Italia, nằm ở vị trí cách khoảng 50 km về phía đông bắc của Bologna và khoảng 25 km về phía đông nam của Ferrara. Tại thời điểm ngày 31 tháng 12 năm 2004, đô thị này có dân số là 3.681 người và diện tích là 35,4 km².
Migliarino giáp các đô thị: Codigoro, Jolanda di Savoia, Massa Fiscaglia, Migliaro, Ostellato, Tresigallo.